# Académie navale de Menzel Bourguiba
Pour les articles homonymes, voir Académie navale.
L'Académie navale de Menzel Bourguiba est un établissement tunisien de l'enseignement supérieur maritime basé à Menzel Bourguiba.

## Objectifs

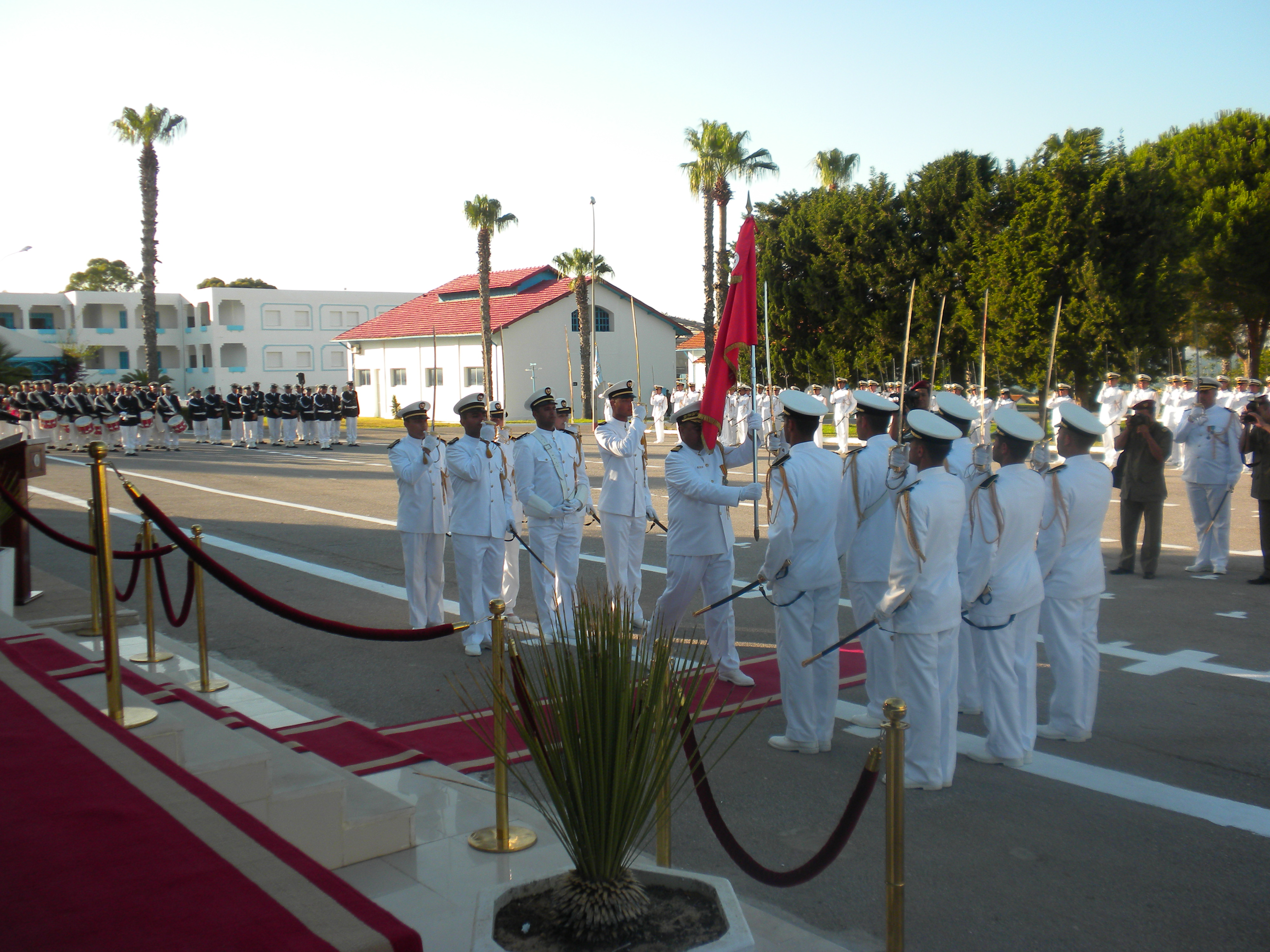
Cérémonie du drapeau en juin 2012.

Il a pour mission de former des officiers pour l'armée de mer et la marine marchande, d'organiser des cours de master professionnel en affaires maritimes et génie maritime et de contribuer à la recherche scientifique et technique dans le domaine maritime.

## Formation

### Marine nationale
La formation initiale des officiers de marine dure trois ans après l'école préparatoire et comprend deux spécialités :
- les ponts et systèmes navals (pont) ;
- l'énergie et les techniques navales (machine)[1].

### Marine marchande
La formation dans la section de la marine marchande comprend deux filières : études d'ingénieur études de maîtrise en technologie. La première dure trois ans et la deuxième quatre ans ; toutes deux comprennent deux spécialités :
- la navigation maritime (pont) ;
- l'énergie et les machines (machine)[1].